# 垃圾時間

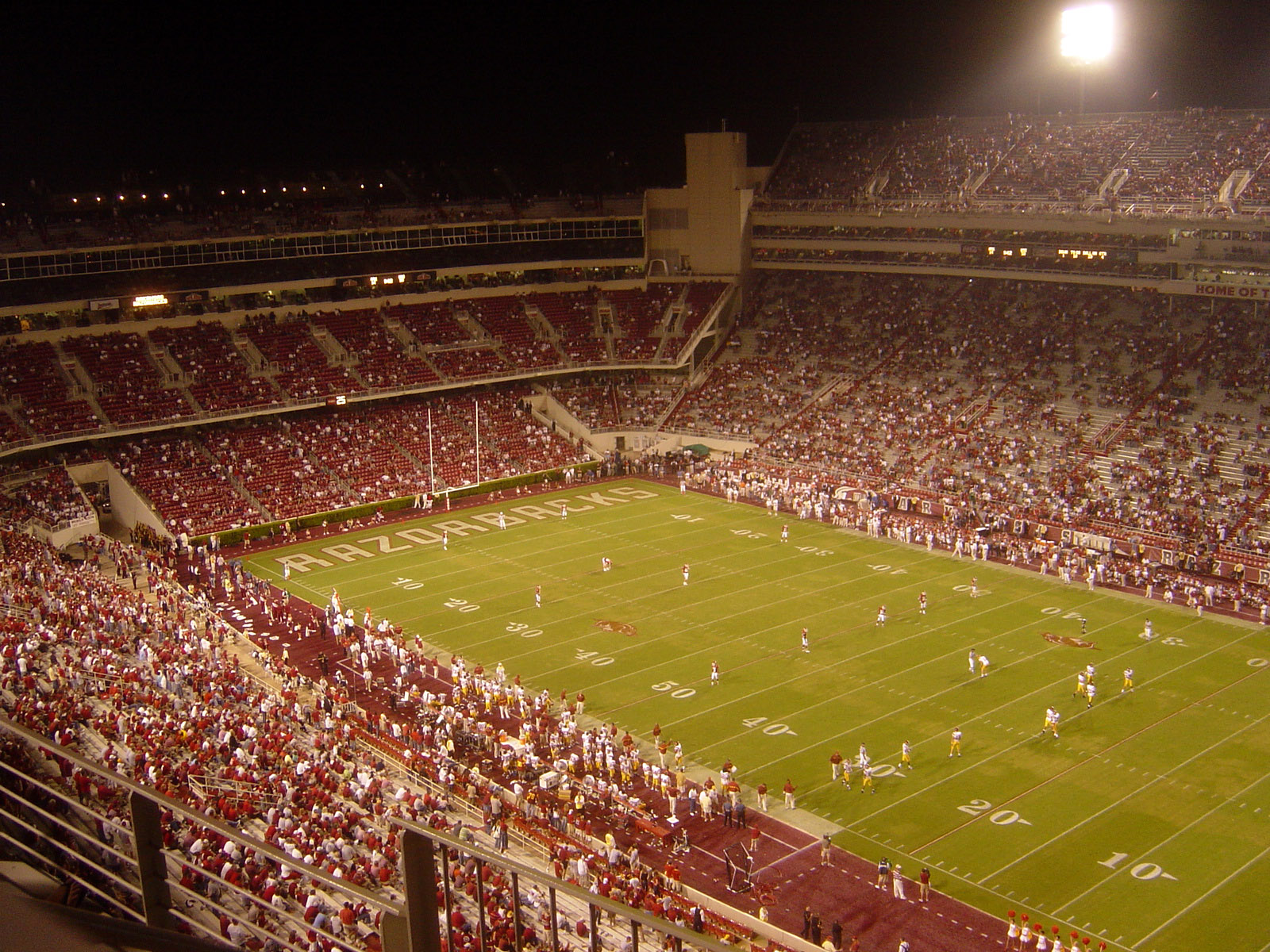
垃圾時間時的美式足球比賽現場，原本全滿的體育館，觀眾很快就走了一大半。

垃圾時間（英語：Garbage time），是一個用在多種限時制體育賽事中的術語。指一場比賽中，雙方隊伍的分數差距太大，難以改變勝負結果時，其剩餘的比賽時間就稱之為垃圾時間。此時其中一方或雙方的教練可能會指派後補人員替代主力上場，這樣做的目的一方面是讓候補人員增加經驗，另一方面也可讓主力人員休息，減輕疲勞、降低受傷的風險。
棒球等運動的短期盃賽事會規定分數差距到一定比數時，應提前結束比賽，但職業賽事因重視球員的紀錄，通常繼續比賽。

## 垃圾时间论
2024年后，该词在中国互联网上被赋予新的含义，指社会发展违背规律、个人无力改变、整个时代必然走向失败的时期，而「历史的垃圾时间」成为流行语。